# Monaco aux Jeux olympiques d'été de 2020
Monaco participe aux Jeux olympiques de 2020 à Tokyo au Japon. Il s'agit de sa 21e participation à des Jeux d'été.
Le Comité international olympique autorise à partir de ces Jeux à ce que les délégations présentent deux porte-drapeaux, une femme et un homme, pour la cérémonie d'ouverture. Le rameur Quentin Antognelli et la pongiste Xiao Xin Yang sont nommés porte-drapeaux de la délégation monégasque.

## Athlètes engagés
| Sport           | Hommes | Femmes | Total |
| --------------- | ------ | ------ | ----- |
| Athlétisme      | 0      | 1      | 1     |
| Aviron          | 1      | 0      | 1     |
| Judo            | 1      | 0      | 1     |
| Natation        | 1      | 1      | 2     |
| Tennis de table | 0      | 1      | 1     |
| Total           | 3      | 3      | 6     |

## Résultats

### Athlétisme
Monaco bénéficie d'une place attribuée au nom de l'universalité des Jeux. Charlotte Afriat dispute le 100 mètres féminin.
| Athlète          | Épreuve       | Tour préliminaire | Tour préliminaire | 1er tour | 1er tour | Demi-finale | Demi-finale | Finale   | Finale   |
| Athlète          | Épreuve       | Temps             | Rang              | Temps    | Rang     | Temps       | Rang        | Temps    | Rang     |
| ---------------- | ------------- | ----------------- | ----------------- | -------- | -------- | ----------- | ----------- | -------- | -------- |
| Charlotte Afriat | 100 m féminin | 12 s 35           | 5e                | Éliminée | Éliminée | Éliminée    | Éliminée    | Éliminée | Éliminée |

### Aviron
Monaco a bénéficié d'une des quatre invitations tripartites pour participer aux Jeux qui profite au rameur Quentin Antognelli.
| Athlète            | Compétition    | Série         | Série | Repêchages    | Repêchages | Quarts de finale | Quarts de finale | Demi-finale                 | Demi-finale | Finale                | Finale |
| Athlète            | Compétition    | Temps         | Rang  | Temps         | Rang       | Temps            | Rang             | Temps                       | Rang        | Temps                 | Rang   |
| ------------------ | -------------- | ------------- | ----- | ------------- | ---------- | ---------------- | ---------------- | --------------------------- | ----------- | --------------------- | ------ |
| Quentin Antognelli | Skiff masculin | 7 min 10 s 52 | 4e    | 7 min 34 s 14 | 1er        | 7 min 29 s 99    | 4e               | Demi-finale C/D 7 min 6 s 3 | 2e          | Finale C 7 min 1 s 85 | 15e    |

### Judo
La Fédération ne distribue pas de ticket de qualifications aux championnats continentaux ou mondiaux mais c'est le classement établi au 21 juin qui permettra de sélectionner les athlètes (18 premiers automatiquement, le reste en fonction des quotas de nationalité).
Chez les hommes, Cédric Bessi bénéficie d'une invitation.
| Athlète      | Compétition    | 1er tour              | 2e tour                   | Quart de finale     | Demi-finale         | Repêchage           | Finale / MB         | Rang    |
| Athlète      | Compétition    | Adversaire Résultat   | Adversaire Résultat       | Adversaire Résultat | Adversaire Résultat | Adversaire Résultat | Adversaire Résultat | Rang    |
| ------------ | -------------- | --------------------- | ------------------------- | ------------------- | ------------------- | ------------------- | ------------------- | ------- |
| Cédric Bessi | Moins de 73 kg | Diallo Victoire 10-00 | Tsogtbaatar Défaite 01-11 | Éliminé             | Éliminé             | Éliminé             | Éliminé             | Éliminé |

### Natation
Monaco bénéficie de deux places attribuées au nom de l'universalité des Jeux.
| Athlète         | Épreuve                     | Série          | Série        | Demi-finale | Demi-finale | Finale   | Finale   |
| Athlète         | Épreuve                     | Temps          | Rang         | Temps       | Rang        | Temps    | Rang     |
| --------------- | --------------------------- | -------------- | ------------ | ----------- | ----------- | -------- | -------- |
| Theo Druenne    | 1 500 m nage libre masculin | 16 min 17 s 20 | 28e          | Non disputé | Non disputé | Éliminé  | Éliminé  |
| Claudia Verdino | 100 m brasse féminin        | Disqualifiée   | Disqualifiée | Éliminée    | Éliminée    | Éliminée | Éliminée |

### Tennis de table
La pongiste monégasque Xiao Xin Yang s’est qualifiée en remportant son tableau au tournoi mondial de qualification qui se tenait en mars 2021 à Doha, au Qatar.
| Athlète(s)    | Compétition  | Tour préliminaire | 1er tour         | 2e tour                | 3e tour          | 4e tour          | Quarts de finale | Demi-finale      | Finale / MB      | Rang     |
| Athlète(s)    | Compétition  | Adversaire Score  | Adversaire Score | Adversaire Score       | Adversaire Score | Adversaire Score | Adversaire Score | Adversaire Score | Adversaire Score | Rang     |
| ------------- | ------------ | ----------------- | ---------------- | ---------------------- | ---------------- | ---------------- | ---------------- | ---------------- | ---------------- | -------- |
| Xiao Xin Yang | Simple dames | Exemptée          | Exemptée         | Trifonova Victoire 4-1 | Sun Défaite 0-4  | Éliminée         | Éliminée         | Éliminée         | Éliminée         | Éliminée |